# Małgorzata Plantagenet
Małgorzata Plantagenet, Małgorzata angielska (ur. 29 września 1240, zm. 26 lutego 1275) – królowa Szkocji jako pierwsza żona Aleksandra III.
Była drugim dzieckiem (pierwszą córką) Henryka III, króla Anglii, i jego żony – Eleonory Prowansalskiej, córki Rajmunda Berengara IV, hrabiego Prowansji. Urodziła się w zamku Windsor. Jej starszym bratem był Edward I Długonogi, król Anglii.
26 grudnia 1251, w York Minster poślubiła Aleksandra III, króla Szkotów z dynastii Dunkeld. Aleksander III był synem Aleksandra II i jego drugiej żony – Marii de Coucy. Pierwszą żoną Aleksandra II była ciotka Małgorzaty – Joanna Plantagenet. Para ta miała troje dzieci:
- Małgorzatę (Margaret), (1260/1261–1283), królową Norwegii jako żonę Eryka II Wroga Księży (tym samym matkę Małgorzaty, ostatniej władczyni Szkocji z dynastii Dunkeld),
- Aleksandra (1264–1284),
- Dawida (1272/1273–1281).

Małgorzata Plantagenet zmarła w zamku Cupar, w nocy z 26 na 27 lutego 1275. Została pochowana w Dunfermline, w Fife. W 1285 Aleksander III ożenił się po raz drugi z Jolantą de Dreux – nie miał z nią dzieci i zginął kilka miesięcy po ślubie.